# クリソプレーズ

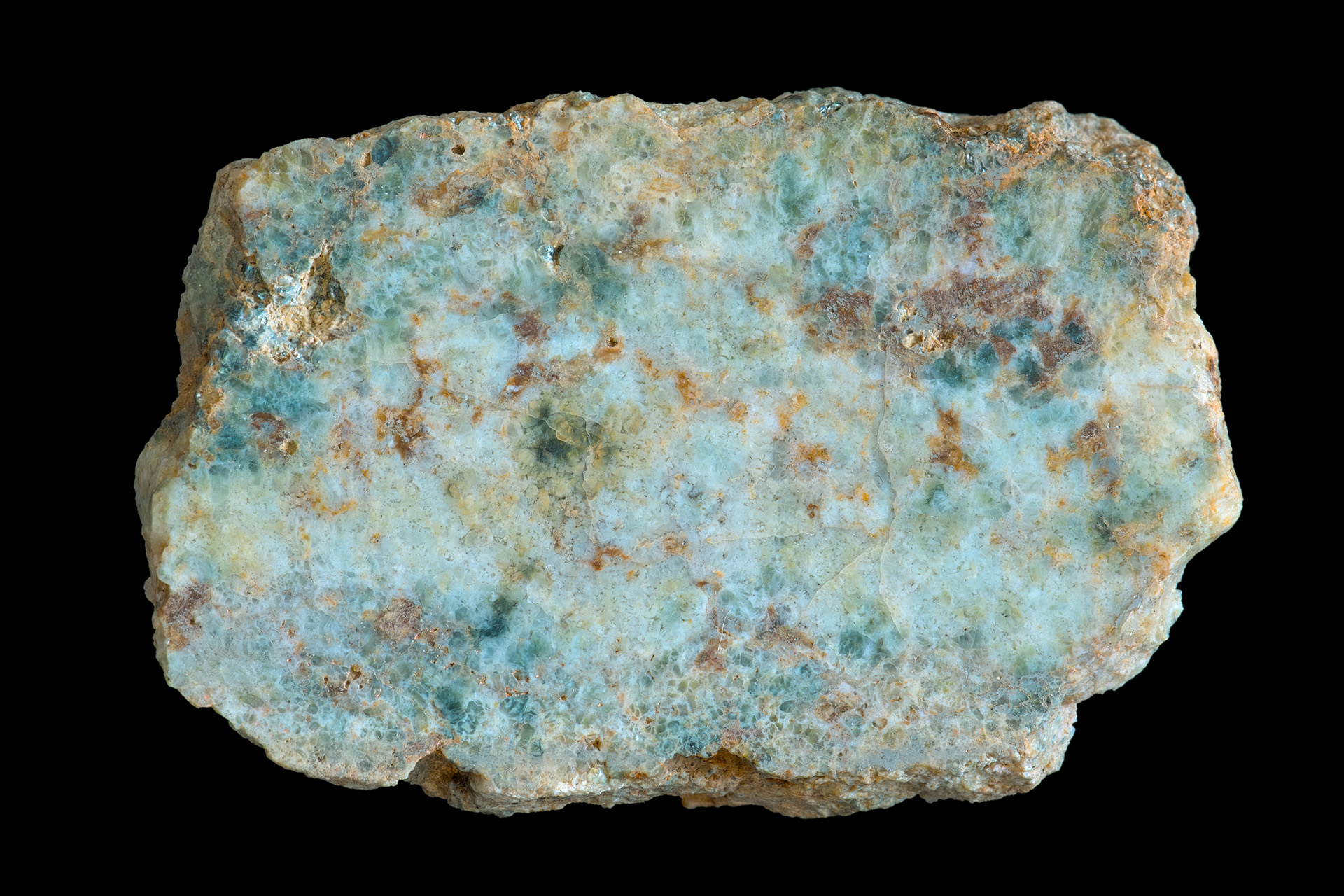
クリソプレーズの原石

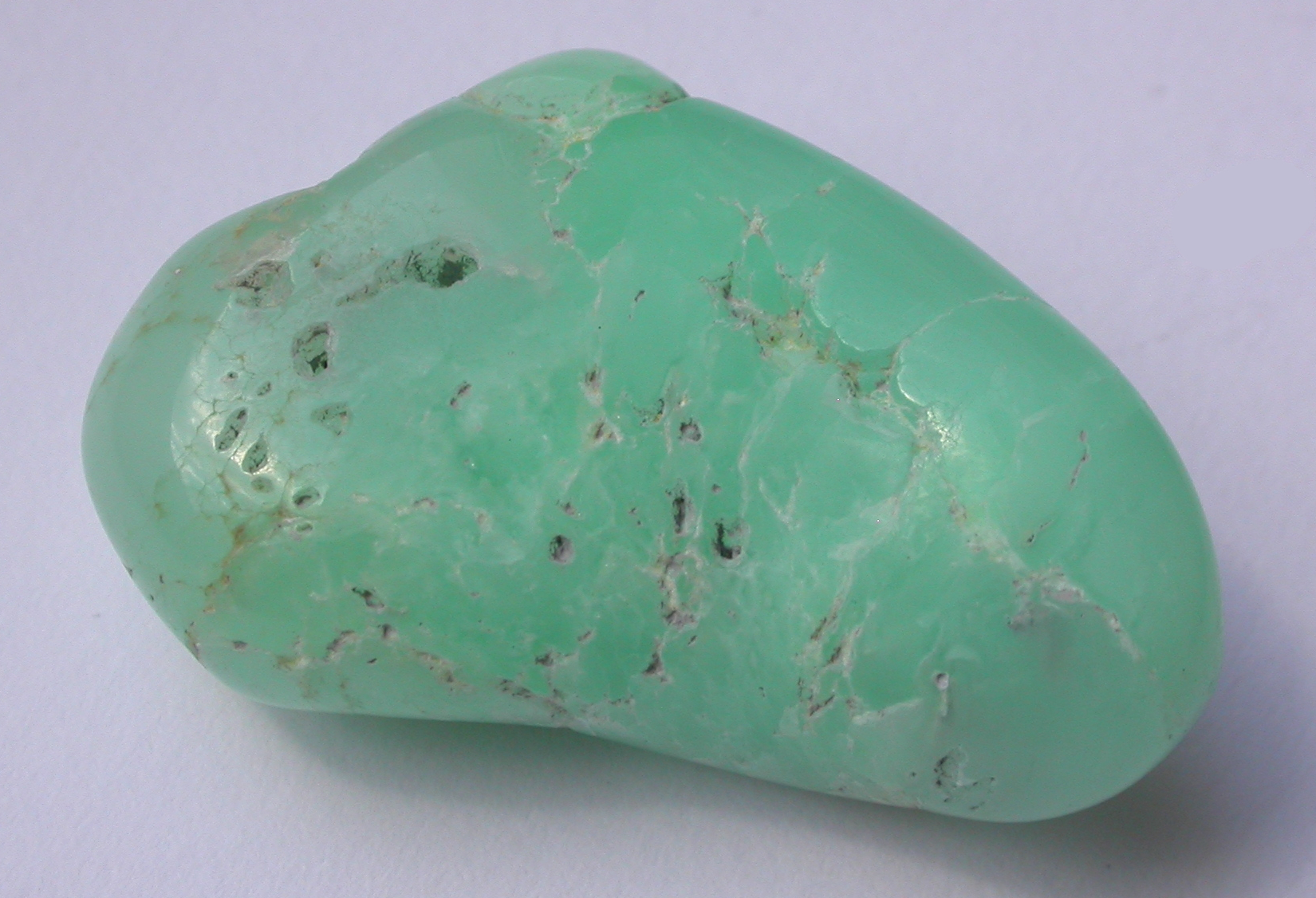
クリソプレーズ

クリソプレーズ（chrysoprase または chrysophrase）は、宝石の名前。緑玉髄（りょくぎょくずい）ともいう。玉髄（カルセドニー、繊維状の石英）の一種である。

## 産出地
クリソプレーズのよく知られた産地としては、オーストラリアのクイーンズランド州、西オーストラリア州、ドイツ、ポーランド、ロシア、アメリカ合衆国のアリゾナ州、カリフォルニア州、他にブラジルが挙げられる。
クリソプレーズは、ニッケルを含んだ蛇紋岩や他の超塩基性岩が、激しく風化したりラテライト化したりするところから生じる。オーストラリアの鉱床では、クリソプレーズは、菱苦土鉱（マグネサイト）の豊富な腐食岩石が、鉄と二酸化ケイ素の下になったところで、茶色の針鉄鉱や他の酸化鉄と共に、鉱脈や小塊となって生じる。

## 性質・特徴
モース硬度は6ないし7であり、劈開性を持つ。
クリソプレーズは隠微晶質であり、非常に微細な結晶からなるため、通常の倍率では、はっきりした微分子として観察し得ない。この点において、クリソプレーズは、紫水晶（アメジスト）や黄水晶（シトリン）など、その他の水晶類と性格を異にする。これらの水晶類は基本的に透明であるが、六角の水晶の結晶からなることが容易に観察できるのである。他に隠微晶質を持つ玉髄には、瑪瑙、カーネリアン、オニキスがある。
多くの不透明な水晶類とは異なり、クリソプレーズを価値あるものとするのは、模様の出かたよりむしろその色である。その色は、通常は黄緑色だが、深緑色のものもある。エメラルドの美しい緑色はクロムを含有するためであるが、クリソプレーズの色はエメラルドとは異なり、その構造に含まれる微量のニッケルによるものである。

## 用途・加工法
流通量の不足とその美しい緑色から、クリソプレーズは最も高価な水晶類の1つに数えられる。より品質の高いものは、しばしば硬玉と間違われる。
カボション・カット（ジュエリーに使用するため、滑らかな丸いドーム状に磨く宝石のカットの一種）にすると、良質の紫水晶と同じくらいの価値を持つ。

## サイド・ストーリー
chrysoprase は、ギリシア語の chrysos（金）と prason（西洋ねぎ）という単語からきている。